# Itai Panas
Itai Panas, född den 1 november 1959, är en svensk kemist.
Itai Panas doktorerade 1989 i teoretisk fysik med inriktning mot kvantkemi vid Stockholms universitet. Han är sedan 2008 professor i teoretisk kemi vid Chalmers.